# راندولف كولفيل
راندولف كولفيل (بالإنجليزية: Randolph Colville)‏ هو عازف جاز بريطاني، ولد في 23 مايو 1942، وتوفي في 15 فبراير 2004.

## وصلات خارجية
- راندولف كولفيل على موقع ميوزك برينز (الإنجليزية)
- راندولف كولفيل على موقع ديسكوغز (الإنجليزية)